# National Letter of Intent
La National Letter of Intent (NLI)  (en français : lettre nationale d'intention) est un document indiquant l'engagement d'un étudiant-athlète auprès d'une université américaine de la National Collegiate Athletic Association (NCAA). Le centre d'éligibilité de la NCAA gère les opérations quotidiennes du programme de la NLI, tandis que la Collegiate Commissioners Association (CCA) assure la supervision de la gouvernance du programme. Lancé en 1964 avec sept conférences et huit institutions indépendantes, le programme comprend maintenant 676 institutions participantes des divisions I et II. Il existe des dates désignées pour différents sports, et ces dates sont communément appelées « Signing Days » (jours de signature). En 2024, la NCAA approve la suppression de la National Letter of Intent.
Il est spécifiquement interdit aux établissements de la division III d'utiliser la NLI ou tout document similaire liant les futurs étudiants-athlètes à ces établissements.
Les étudiants recrutés envoient une télécopie de la NLI au département des sports de l'université lors d’une National Signing Day (journée nationale de signature). Le NLI est un programme volontaire, tant pour les institutions que pour les étudiants-athlètes. Aucun étudiant, athlète ou parent potentiel n'est obligé de signer la lettre d'intention nationale et aucune institution n'est obligée de s'inscrire au programme.

## Histoire
J. William Davis, professeur de sciences politiques et représentant des athlètes à la faculté du Texas Technological College (de nos jours Texas Tech University), a créé le programme national de lettres d'intention en 1964. Il a été assisté par Howard Grubbs, qui était alors commissaire de la Southwest Conference. En octobre 2007, la NCAA est devenue responsable de l'administration de ce programme.

## Processus de recrutement

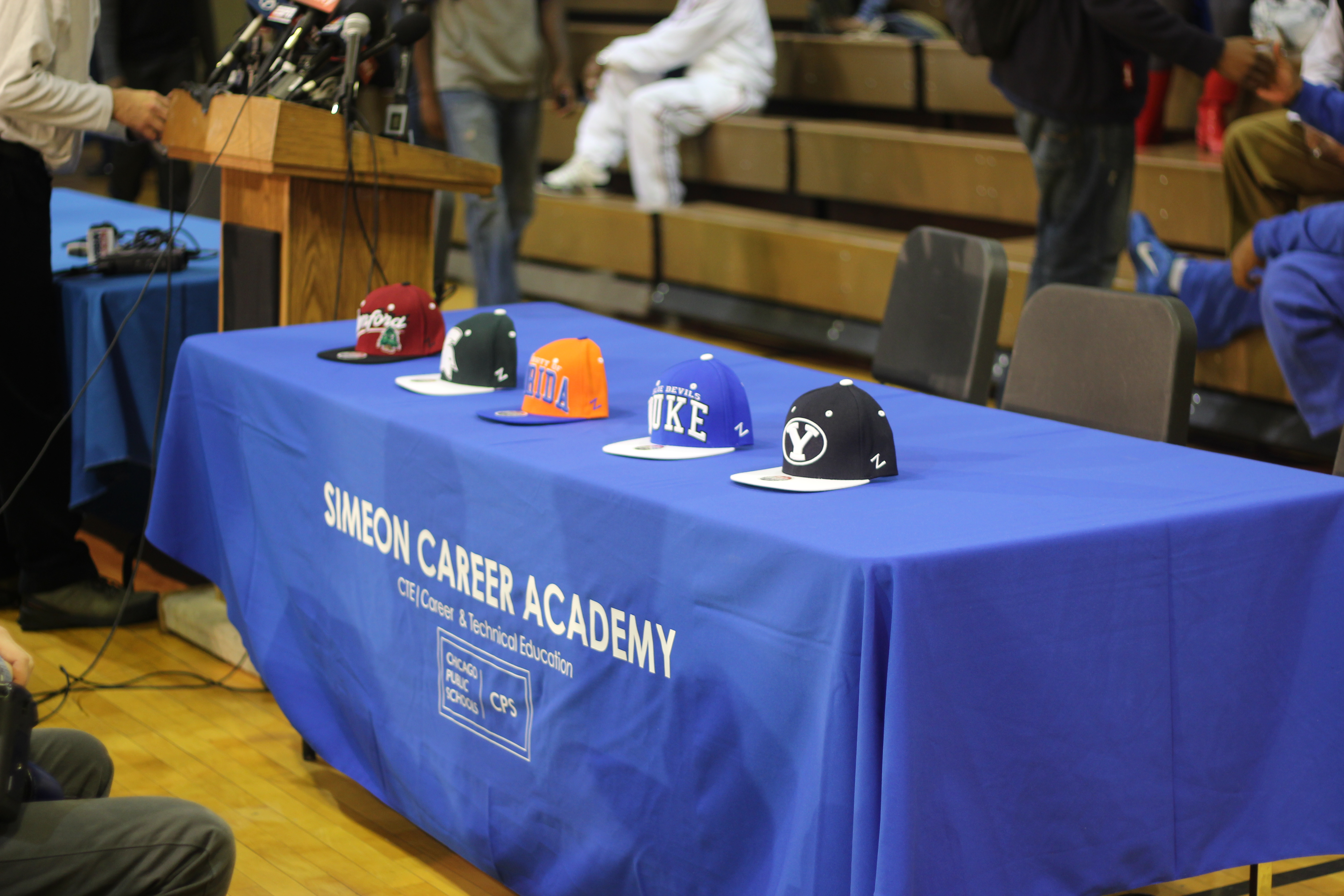
Les athlètes en dernière année de lycée finissent souvent leur processus de recrutement par une cérémonie de sélection de casquette au cours de laquelle ils s'engagent verbalement auprès d'une université, ce qui conduit généralement à la signature officielle d'une lettre d'intention nationale.

Les lettres d'intention nationales ne peuvent être signées que par des étudiants-athlètes potentiels qui entreront dans un établissement de quatre ans pour la première fois, l'année universitaire suivant leur signature de la NLI. Les recrues qui ont signé les NLI doivent fréquenter les écoles avec lesquelles elles ont signé pour recevoir une aide financière, et les règles de la NCAA interdisent aux entraîneurs de les recruter davantage. Ces restrictions visent à ajouter une certitude au processus de recrutement des joueurs (qui sont certains de recevoir de l'aide) et des entraîneurs (qui sont certains qu'une recrue fréquentera leur école). Au contraire, les engagements oraux ne sont pas contraignants. Les recrues peuvent modifier ou révoquer un engagement oral à tout moment, et les entraîneurs peuvent continuer à recruter un joueur engagé oralement.
La nature restrictive de la NLI est conçue pour être avantageuse à la fois pour les futurs étudiants-athlètes et les programmes sportifs universitaires. Les départements des sports des universités ne sont pas tenus de fournir une aide financière dans le cas où un étudiant athlète n'est pas admis pour des raisons académiques. Seth Davis, un chroniqueur de Sports Illustrated, a suggéré que cet arrangement était en réalité désavantageux pour les étudiants-athlètes, car ils n'avaient aucun recours si un département des sports décidait de ne pas admettre un joueur pour des raisons non académiques. Par exemple, un département des sports pourrait remplacer une recrue signée par une autre recrue en affirmant que la première n'a pas été admise pour des raisons académiques.

## Télécopie des lettres
Étant donné les méthodes de transmission des NLI autorisées par les règles de la NCAA, les lettres sont généralement envoyées par fax par les étudiants au département des sports de l'université.
Bien que les règles de la NCAA autorisent l’utilisation du courrier postal et de la transmission électronique, presque tous les étudiants optent pour le fax, en raison de la rapidité de la transmission et de la facilité de vérification des signatures ainsi envoyées.